# Lista de primeiros-ministros da Chéquia
Esta é a lista dos primeiros-ministros da Chéquia, tanto no período em que aquele país era um ente federado da Tchecoslováquia, juntamente com Eslováquia, quanto no período após a sua independência (1993).

## República Socialista Tcheca (chamada República Tcheca, após 1990)
- Stanislav Rázl: 8 de janeiro – 29 setembro de 1969
- Josef Kempný: 29 de setembro de 1969 – 28 de janeiro de 1970
- Josef Korčák: 28 de janeiro de 1970 – 20 de março de 1987
- Ladislav Adamec: 20 de março de 1987 – 12 de outubro de 1988
- František Pitra: 12 de outubro de 1988 – 6 de fevereiro de 1990
- Petr Pithart: 6 de fevereiro de 1990 – 2 de julho de 1992
- Václav Klaus: 2 de julho de 1992 – 31 de dezembro de 1992 (continua abaixo)

## República Tcheca (Estado soberano)
- Václav Klaus: 1 de janeiro de 1993 – 17 de dezembro de 1997 (continuação)
- Josef Tošovský: 17 de dezembro de 1997 – 17 de julho de 1998
- Miloš Zeman: 17 de julho de 1998 – 12 de julho de 2002[1]
- Vladimír Špidla: 12 de julho de 2002 – 4 de agosto de 2004
- Stanislav Gross: 4 de agosto de 2004 – 25 de abril de 2005[2]
- Jiří Paroubek: 25 de abril de 2005 – 16 de agosto de 2006
- Mirek Topolánek: 16 de agosto de 2006 - 9 de abril de 2009
- Jan Fischer: 9 de abril de 2009 - 28 de junho de 2010
- Petr Nečas: 28 de junho de 2010 - 10 de julho de 2013
- Jiří Rusnok: 10 de julho de 2013 - 29 de janeiro de 2014
- Bohuslav Sobotka: 29 de janeiro de 2014 - 13 de dezembro de 2017
- Andrej Babiš: 13 de dezembro de 2017 - 17 de dezembro de 2021
- Petr Fiala: 17 de dezembro de 2021 - presente